# Sophie (musicus)
Sophie, ook bekend als Sophie Xeon (Glasgow, 17 september 1986 – Athene, 30 januari 2021), was een invloedrijk Brits zangeres, muziekproducent, musicus, songwriter en dj. Ze stond bekend om haar elektronische visie op popmuziek. Naast haar eigen werk werkte ze ook samen met verschillende andere artiesten. Ze gold als een icoon van de transwereld.

## Loopbaan
Sophie brak in de vroege jaren 2010 door in het Europese clubcircuit als dj en muziekproducent van elektronische dancemuziek. Ze bracht vanaf 2013 enkele singles uit en werkte wat later als producent samen met onder meer Vince Staples, Madonna, Charli XCX, Kim Petras, Flume, Namie Amuro, Itzy en Let's Eat Grandma. Met Madonna produceerde ze de single 'Bitch, I'm Madonna' en met Charli XCX bracht ze in 2016 de ep Vroom Vroom uit, een samenwerking die voort werd gezet met de single 'After the Afterparty'. Ondertussen was in 2015 haar eerste album Product verschenen, waarop de singles stonden die in de jaren daarvoor al waren verschenen. 
In 2018 verscheen haar album Oil of Every Pearl's Un-Insides. Op de single 'It’s Okay to Cry', die enkele maanden voor het album verscheen, was ze voor het eerst te horen als zangeres. Het album kreeg een Grammy-nominatie in de categorie Best Dance/Electronic Album. In juli 2019 verscheen het remixalbum Oil of Every Pearl's Un-Insides Non-Stop Remix Album.

## Privéleven

### Identiteit
Sophie was een transgender vrouw. In haar vroege carrière maakte Sophie haar identiteit en gender niet aan de buitenwereld bekend. In oktober 2017 bracht Sophie de videoclip van 'It's Okay to Cry' uit, de eerste keer dat haar stem en uiterlijk publiekelijk getoond werden. Dit werd door velen geïnterpreteerd als een aankondiging dat zij uit de kast kwam als trans vrouw. Later bevestigde Sophie haar transgenderidentiteit in interviews, maar voegde eraan toe dat zij het gevoel had in hokjes te worden gezet door labels.

### Overlijden
Sophie overleed op 30 januari 2021 om 4 uur 's nachts in haar huis in Athene op 34-jarige leeftijd. Volgens Transgressive, haar platenlabel in het Verenigd Koninkrijk, was haar dood het gevolg van een val toen zij 'trouw aan haar spiritualiteit' naar boven klom om de volle maan te bekijken.

## Discografie

### Albums
- Product (2015)
- Oil of Every Pearl's Un-Insides (2018)
- Oil of Every Pearl's Un-Insides Non-Stop Remix Album (2019, remixalbum)
- SOPHIE (2024)

### Singles

#### Als hoofdartiest
| Single                                    | Jaar | Album                           |
| ----------------------------------------- | ---- | ------------------------------- |
| Nothing More to Say                       | 2013 | Singles zonder album            |
| Eeehhh                                    | 2013 | Singles zonder album            |
| Bipp                                      | 2013 | Product                         |
| Elle                                      | 2013 | Product                         |
| Lemonade                                  | 2014 | Product                         |
| Hard                                      | 2014 | Product                         |
| MSMSMSM                                   | 2015 | Product                         |
| Just Like We Never Said Goodbye           | 2015 | Product                         |
| L.O.V.E.                                  | 2015 | Product                         |
| Vyzee                                     | 2015 | Product                         |
| It's Okay to Cry                          | 2017 | Oil of Every Pearl's Un-Insides |
| Ponyboy                                   | 2017 | Oil of Every Pearl's Un-Insides |
| Faceshopping                              | 2018 | Oil of Every Pearl's Un-Insides |
| Metal (met Jimmy Edgar)                   | 2020 | Cheetah Bend                    |
| Bipp (Autechre mix)                       | 2021 | Singles zonder album            |
| Unisil                                    | 2021 | Singles zonder album            |
| Reason Why (met Kim Petras en BC Kingdom) | 2024 | SOPHIE                          |
| Berlin Nightmare (met Evita Manji)        | 2024 | SOPHIE                          |
| One More Time (met Popstar)               | 2024 | SOPHIE                          |
| Exhilarate (met Bibi Bourelly)            | 2024 | SOPHIE                          |
| My Forever (met Cecile Believe)           | 2024 | SOPHIE                          |

#### Als samenwerkingsartiest
| Single                                              | Jaar | Album                           |
| --------------------------------------------------- | ---- | ------------------------------- |
| 9 (After Coachella) (Cashmere Cat met MØ en SOPHIE) | 2017 | 9                               |
| 1,2,3 Dayz Up (Kim Petras met SOPHIE)               | 2019 | The Summer I Couldn't Do Better |

#### Andere verschijningen
| Single                                          | Jaar | Album            |
| ----------------------------------------------- | ---- | ---------------- |
| Drop Down (Lunice met SOPHIE en Le1f)           | 2017 | CCCLX            |
| Voices (Flume met SOPHIE en Kučka)              | 2019 | Hi This Is Flume |
| Is It Cold in the Water? (Flume en Eprom Remix) | 2019 | Hi This Is Flume |
| La Chiqui (Arca met SOPHIE)                     | 2020 | KiCk i           |

- Library of Congress Control Number: no2016017466
- MusicBrainz: 774b02d7-5056-4b0f-9d69-a82b6ae27cde
- Nationale Bibliotheek van Tsjechië: xx0277072
- Union List of Artist Names: 500490922
- Virtual International Authority File: 749145857107622921549
- WorldCat: E39PBJg4gYcxKGTQkyD97XGvHC